# Recale
Recale ist eine italienische Gemeinde (comune) mit 7621 Einwohnern (Stand 31. Dezember 2023) in der Provinz Caserta in Kampanien. Die Gemeinde liegt etwa 3,5 Kilometer südwestlich von Caserta und etwa 24 Kilometer nordnordöstlich von Neapel.

## Verkehr
Recale liegt mit einem Bahnhof an der Bahnstrecke von Neapel nach Caserta. Nordöstlich wird die Gemeinde durch die Autostrada A1 von Mailand/Rom nach Neapel begrenzt.

## Gemeindepartnerschaft
Recale unterhält eine inneritalienische Partnerschaft mit der Stadt Bovino in der Provinz Foggia.